# De beschermster van de sociale zorg en gerechtigheid
De beschermster van de sociale zorg en gerechtigheid is een artistiek kunstwerk in Amsterdam-Zuid.
De Rijksverzekeringbank betrok in 1939 hun gebouw aan de Apollolaan 15 in Amsterdam. Het gaf in 1904 aan de twee beeldhouwers Hildo Krop en Frits van Hall de opdracht voor het leveren van twee beelden, te plaatsen in de nissen in de pijlers, die de overstek van het gebouw dragen. Krop had zijn De beschermer en handhaver van de sociale wetgeving al het volgend jaar klaar; het werd pas in 1954 geplaatst. Met zowel Van Hall als zijn beeld liep het slecht af. Van Hall werd gefusilleerd onder het Nazi-regime, zijn beeld overleefde de opslag in het gebouw niet door water, vocht en ijs. Jan Bronner en Mari Andriessen keken nog of het te herstellen was, maar dat was niet mogelijk.
In 1951 werd aan Han Wezelaar gevraagd een alternatief beeld te maken voor de lege nis. Hij kwam met De beschermster van de sociale zorg en gerechtigheid in de vorm van een vrouwenfiguur die een lam vasthoudt; een symbool van sociale zorg en gerechtigheid. Wezelaar maakte een proefexemplaar op 1/3-grootte en zond het naar Parijs om het te laten vergroten; hijzelf zag ertegen op ("een homp klei"). Het beeld kon daarna in Nederland gegoten worden.
Op 29 juli 1954 werden de beide beelden onthuld door staatssecretaris Aat van Rhijn van Ministerie van Sociale Zaken.

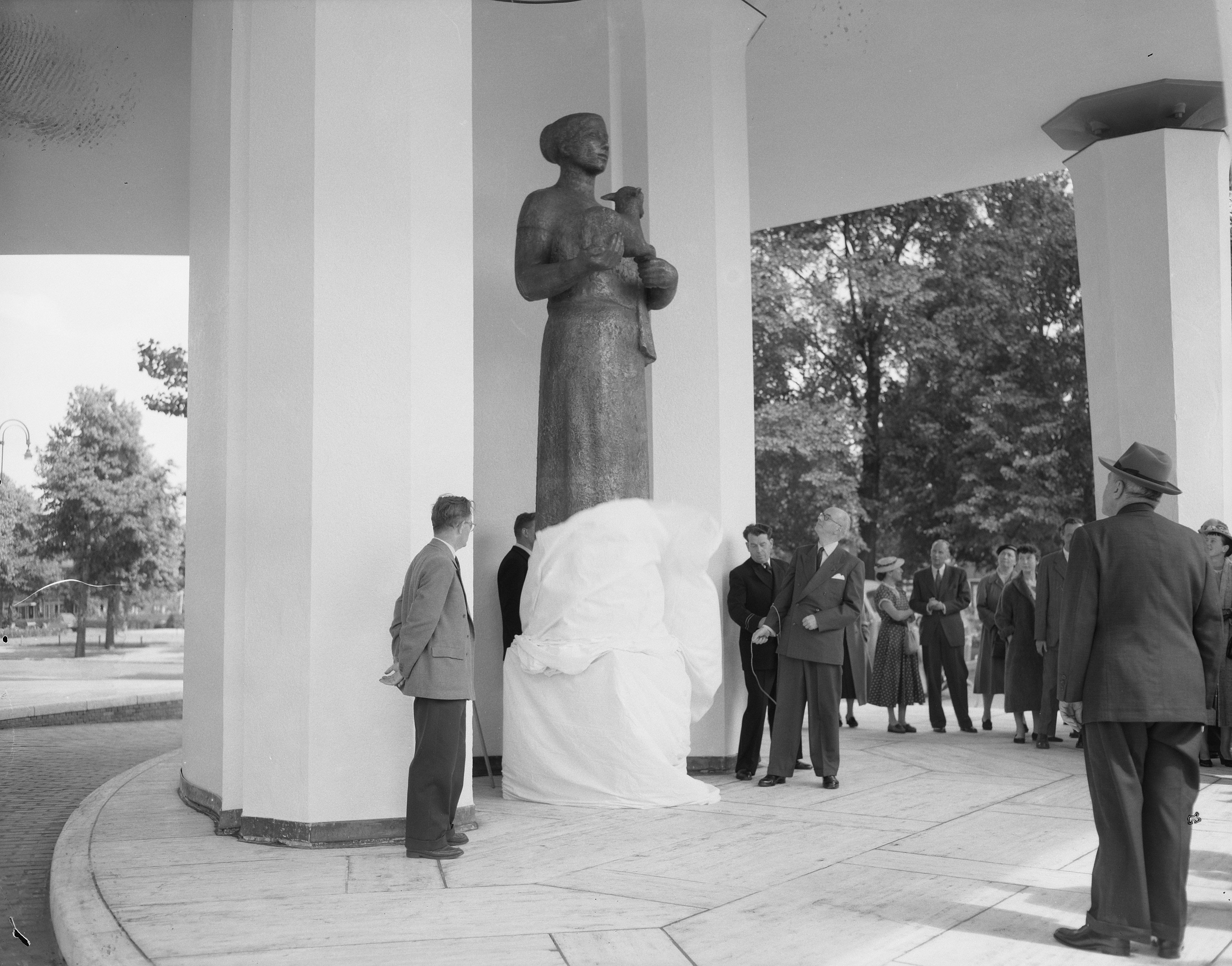
Onthulling (juli 1954)